# Айдын (Атырауская область)
Айдын (каз. Айдын) — село в Кзылкогинском районе Атырауской области Казахстана. Входит в состав Джамбылского аульного округа. Код КАТО — 234835200.

## Население
В 1999 году население села составляло 215 человек (107 мужчин и 108 женщин). По данным переписи 2009 года, в селе проживало 146 человек (72 мужчины и 74 женщины).